# Aphaenogaster tennesseensis
Aphaenogaster tennesseensis är en myrart som först beskrevs av Mayr 1862.  Aphaenogaster tennesseensis ingår i släktet Aphaenogaster och familjen myror. Inga underarter finns listade i Catalogue of Life.

## Bildgalleri

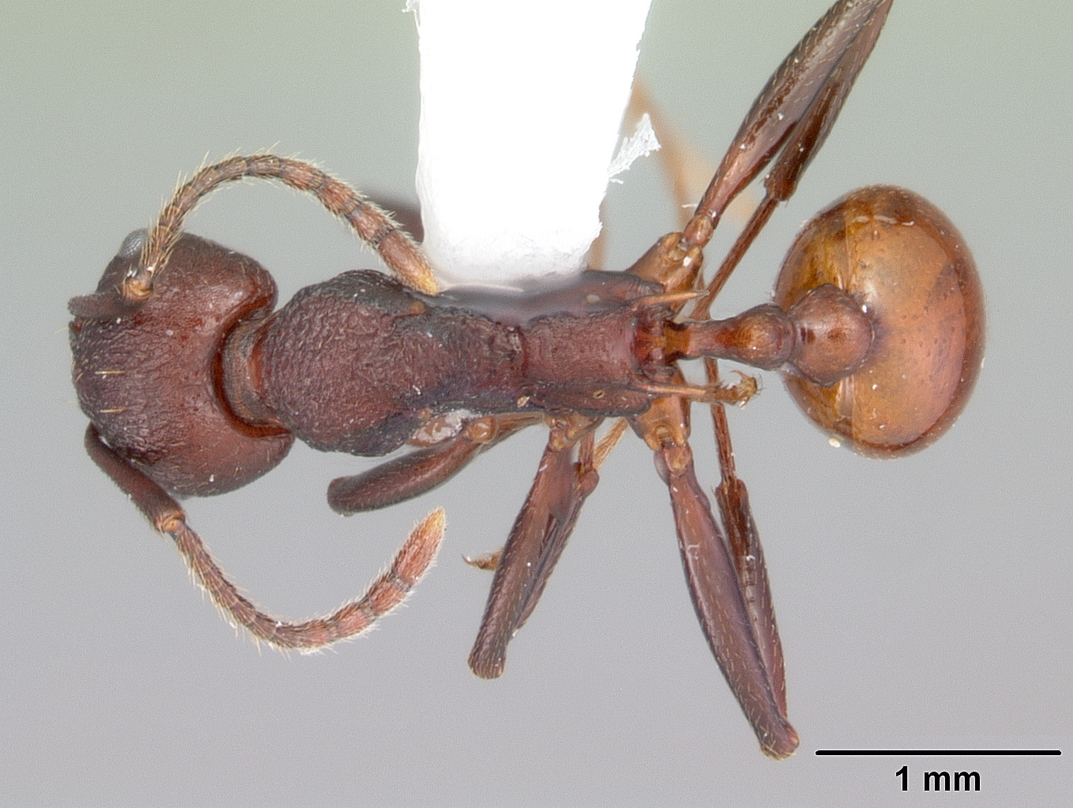
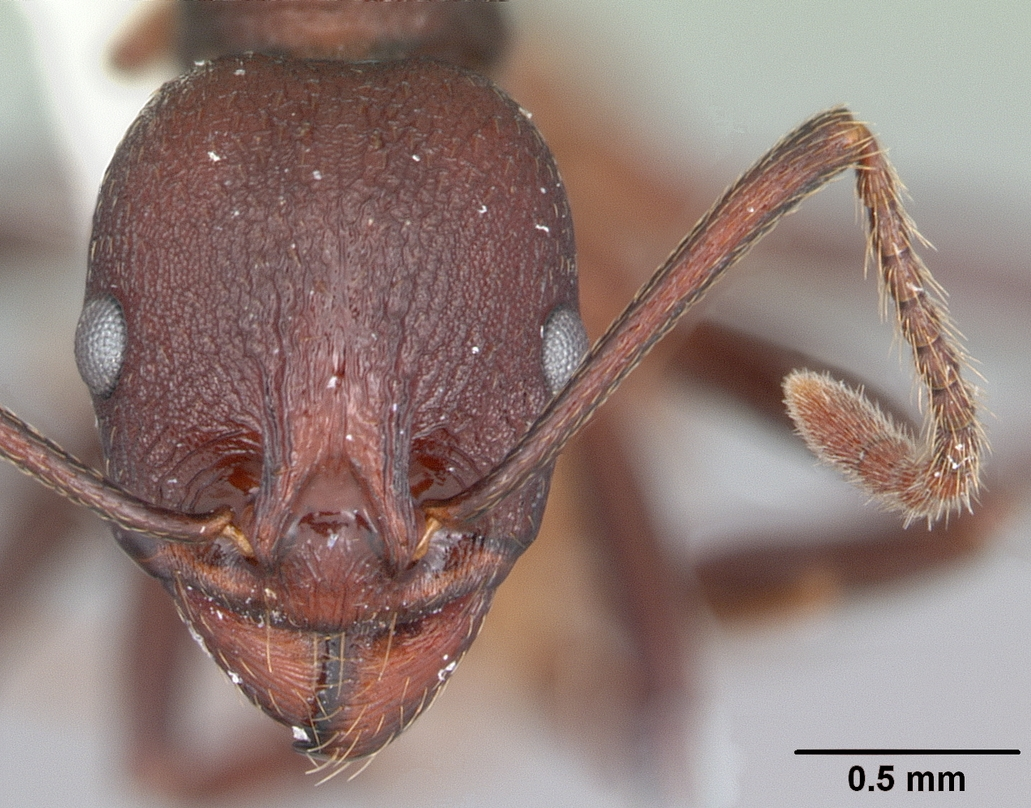
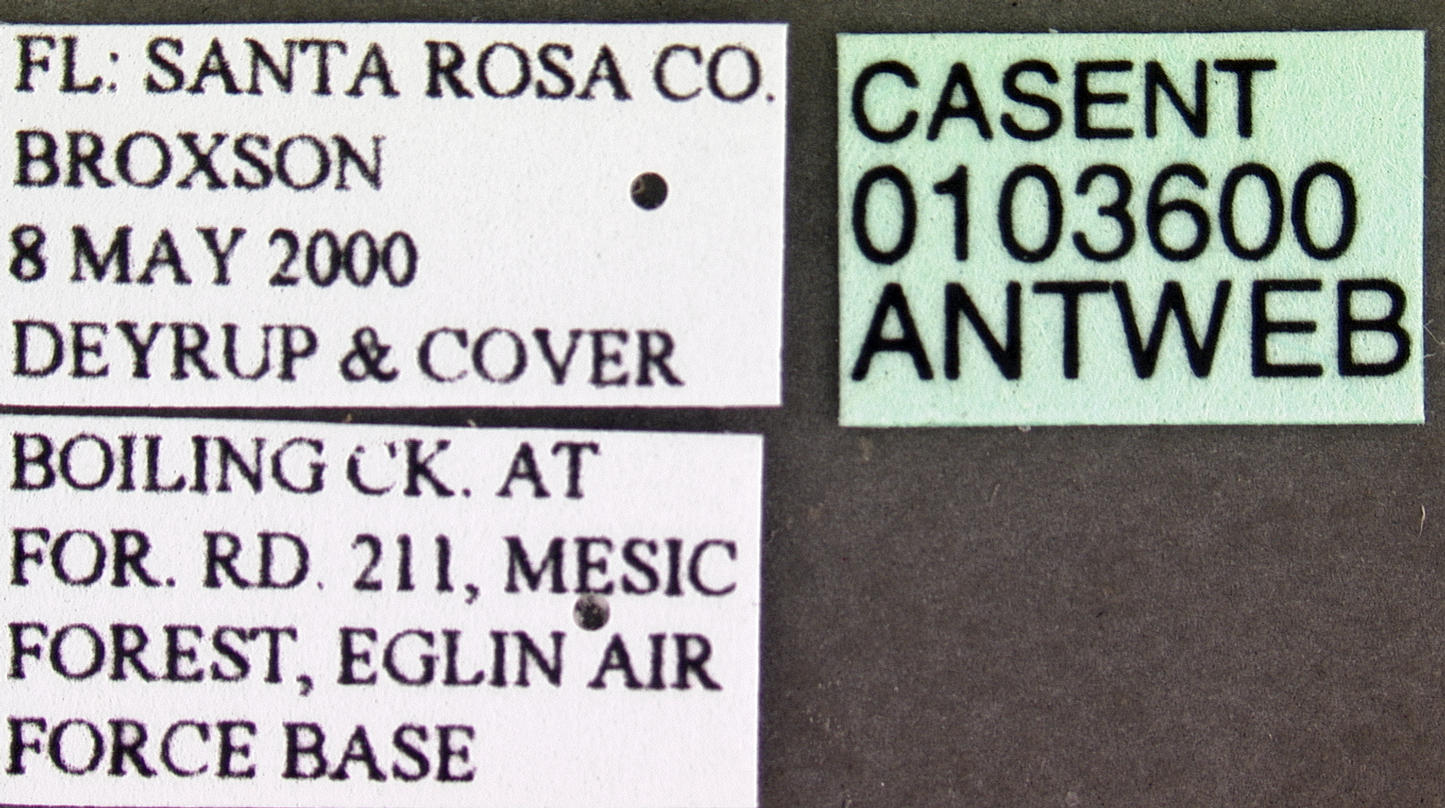
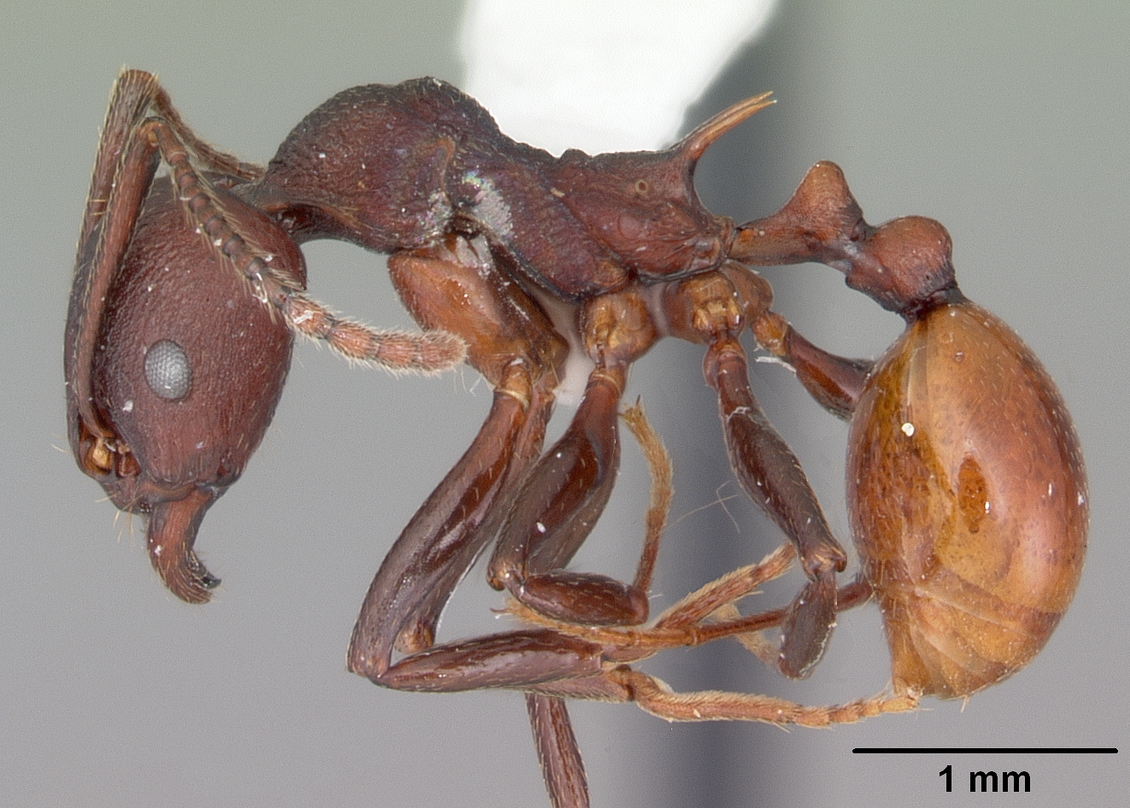
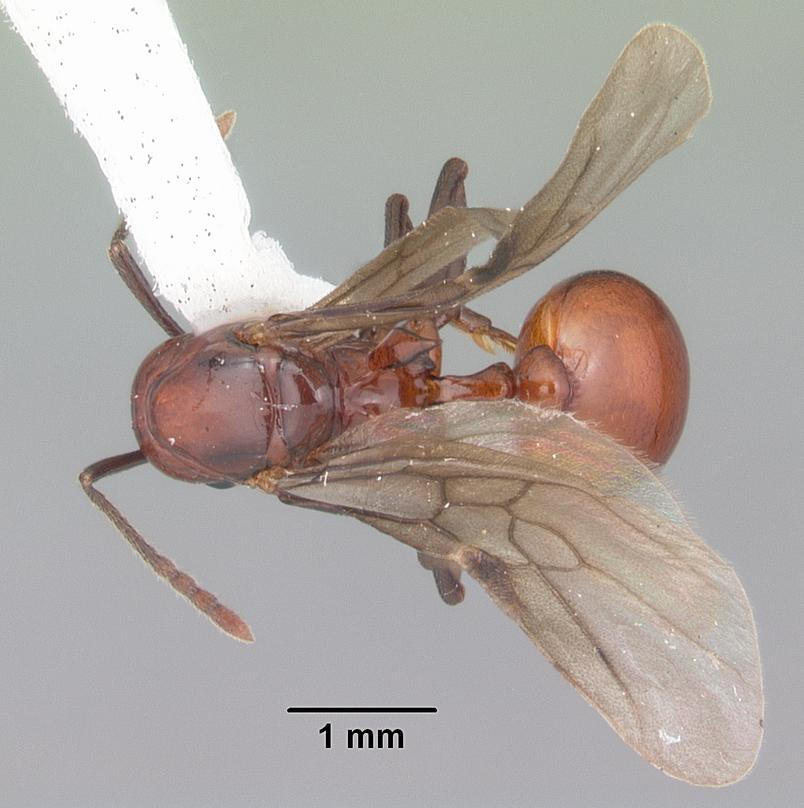
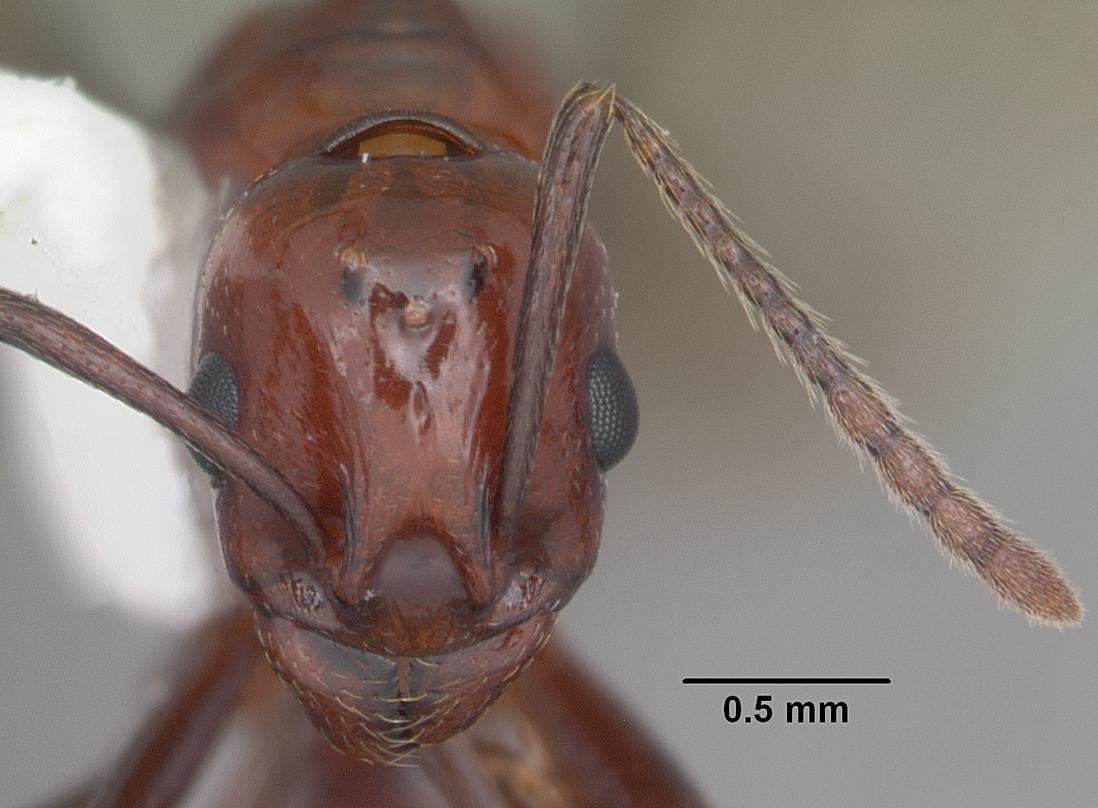